# Jean-Victor Besson
Pour les articles homonymes, voir Besson.
Jean-Victor Besson dit Besson-Bey (Angoulême, 28 janvier 1781-Alexandrie, 12 septembre 1837), est un officier de marine français.

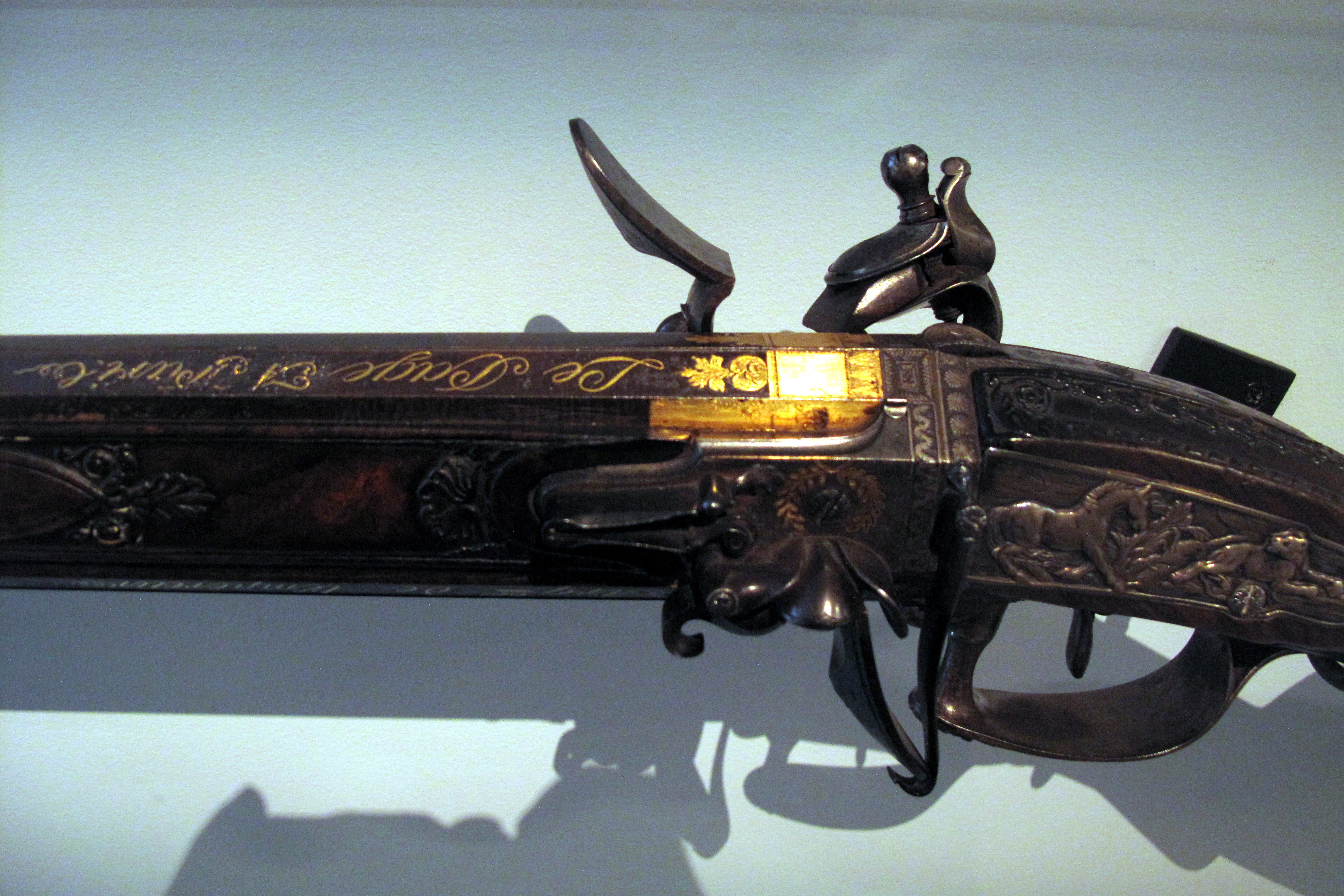
Fusil de chasse donné à Jean-Victor Besson par Napoléon conservé à la Fondation Napoléon

.

## Biographie
En juin 1790, il s'engage dans la Marine comme mousse dans le port de Rochefort et sert sur le Cerf à Saint-Domingue avant de passer sur la frégate Embuscade puis sur le vaisseau Jemmapes avec lequel il participe à des opérations en Méditerranée (1793). En 1796, de retour sur l'Embuscade comme timonier, il prend part à la campagne de Terre-Neuve puis, devenu chef des timoniers sur le Renard, se bat sur les côtes du Poitou.
En 1804, il commande une péniche qui doit rallier la flottille de Boulogne puis est nommé aspirant de 1re classe sur la canonnière no 37. En juillet 1805, en transit à Granville, il participe activement au combat naval des îles Chausey. Enseigne de vaisseau (1806), il embarque sur la frégate Minerve commandée par le capitaine de frégate Collet. Intégrée au sein de la division Soleil composée de 4 frégates et de 2 bricks, la division est attaquée à la sortie de l'île d'Aix par six vaisseaux britanniques qui y effectuent le blocus. Après un violent combat, la frégate Minerve amène son pavillon et est capturée le 25 septembre 1806. En 1809, prisonnier sur un ponton ancré à Plymouth, il s'évade dans des conditions romanesques.
Enseigne de vaisseau (1811), il commande à Hambourg la Légère (1812). Mis à la disposition de l'armée, il effectue la campagne de Russie au sein du 4e équipage de Flottille dont la mission est d'assurer le ravitaillement par des transports fluviaux de la Grande Armée.Le 18 novembre 1812, Besson participe à la bataille de Krasnoï, puis il est remarqué lors du passage de la Bérézina le 28 novembre 1812. Les rescapés de son unité (12 officiers/109 hommes sur les 28 officiers/803 hommes au début de la campagne) sont dirigés vers Dantzig sous les ordres du contre-amiral Dumanoir-Le Pelley au sein du Corps Impérial de la Marine. Durant le siège de Dantzig (15 janvier 1813- 2 janvier 1814), le général Comte Rapp le nomme  lieutenant de vaisseau  à titre provisoire le 12 juin 1813 « en récompense des services rendus ». Il sera confirmé dans son grade comme lieutenant de vaisseau en août 1814.
Après la bataille de Waterloo, en juillet 1815, servant au sein de l'Etat-Major du port de Rochefort, il offre à Napoléon de le faire passer de Rochefort en Amérique sur un navire marchand battant pavillon danois, La Magdalena, dont son beau-père est propriétaire. Renonçant au dernier moment à cette proposition, l'Empereur offre en dédommagement un de ses fusils de chasse à Besson. Forçant le blocus établi par les Anglais, La Magdalena gagne seule les États-Unis.
Exclu de la marine militaire (1815), il entre alors dans la marine marchande et propose en 1830 ses services à Méhémet Ali qui les accepte et le promeut vice-amiral, major-général et ministre de la Marine. Il développe et organise alors la marine du vice-roi, forme les officiers et les équipages en recrutant des instructeurs français et italiens.
Bien que la marine française décide de le réintégrer en 1831 comme capitaine de corvette, il ne revient pas en France et meurt à Alexandrie le 12 septembre 1837.
Il est inhumé avec sa femme au cimetière du Père Lachaise (4e division).

## Hommage
- Un boulevard d’Angoulême, en face de l'île Marquet, porte son nom[2].
- Sur le boulevard portant son nom, un monument  a été érigé par la mairie d'Angoulême et inauguré le 30 juin 1962. Sur celui-ci, un médaillon en bronze réalisé par René Pajot représente Besson.